# Varga Miklós (szobrász)

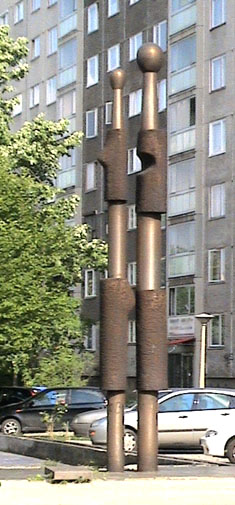
Varga Miklós: Emberpár. Miskolc, 1975

Varga Miklós (Mezőtúr, 1928. május 16. – Miskolc, 2018. október 20.) magyar szobrászművész. Főként Miskolcon alkotott, felesége Nagy Gy. Margit gobelinművész volt.

## Az indulás
Varga Miklós Mezőtúron, saját szavaival a „korsós városban” született. Szülei gazdálkodók voltak, hat felnőttkort megért gyermeket neveltek. Már kisgyermekként is formázott, kis agyagfejecskéket égetett ki parázsban, később egy pénzérméről Kossuth Lajos portréját is elkészítette. Ugyanakkor festéssel is foglalkozott, az is vonzotta. Mezőtúron járt iskolába, a gimnáziumban a fontos tanár személyiségnél, Várady Lajosnál tanult, aki kis kört alakított ki maga körül. Ebbe a körbe járt későbbi felesége, Nagy Gy. Margit is.

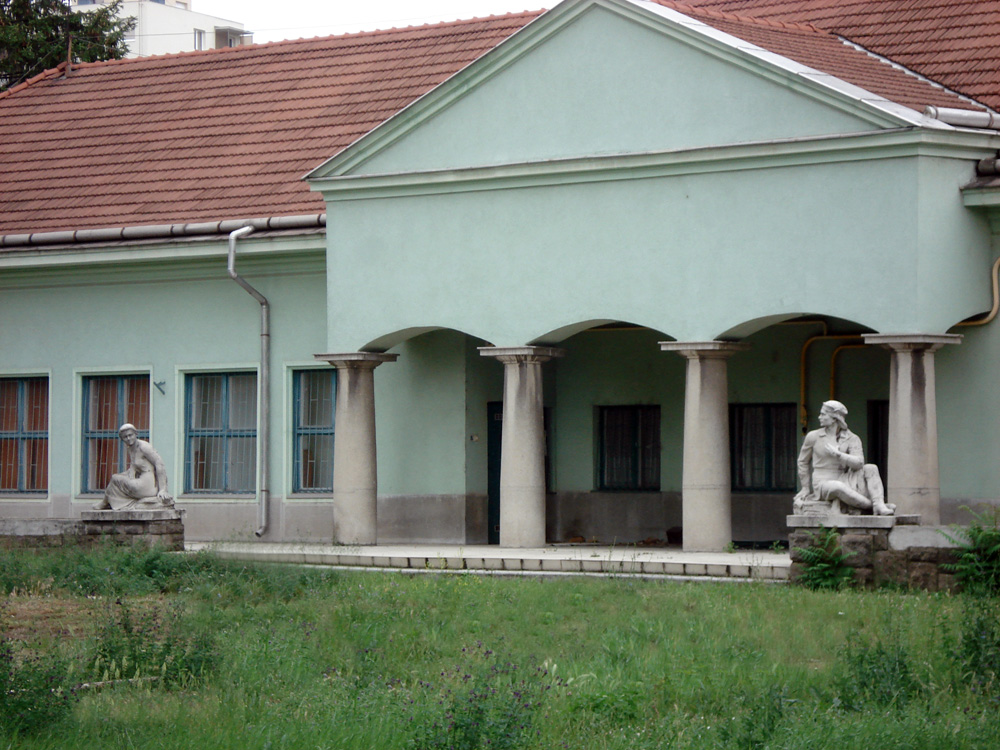
Varga Miklós: Árgyélus királyfi. Miskolc, MÁV óvoda, 1955 (balra Lesenyei Márta Tündérszép Ilonája)

1946-ban kapta a hírt, hogy az akkor induló Derkovits Gyula Népi Kollégium felvételt hirdet. Beküldött egy domborművet, felvették. 1947-ben kezdte meg tanulmányait Beck András szobrászművész keze alatt, de tanárai voltak még Kmetty János, Koffán Károly, Pogány Ö. Gábor és Kállai Ernő is. Az iskola Budán, egy megürült villában kezdte meg a működését. „Megvolt az épület, igen ám, de nem volt műterem! Ekkor közös erővel felépítettünk két műtermet: egyet a festőknek és egy kisebbet a szobrászoknak. Mi voltunk a segédmunkások…, mindig maltert meg cementet kevertünk.” – emlékezett vissza később. Az oktatás is beindult, ennek során széles körű ismeretekkel próbálták felvértezni a növendékeket. Nemcsak a szűken vett szakma volt napirenden, de – általános műveltségük szélesítése (nem ritkán megteremtése) céljából – igyekeztek kifejleszteni a társművészetek iránti fogékonyságot is. Előadóesteket és hangversenyeket rendeztek számukra, és olvasásra késztették őket. A Rajk-per után a népi kollégiumokat felszámolták, a Kollégium tehetségesebb hallgatóit pedig – külön felvételi vizsga után – a Képzőművészeti Főiskolára irányították. A tanárok is átkerültek oda, így a helyzetük nem változott lényegesen. Mestereinek Beck Andrást és Pátzay Pált tekinti, de igen sokat tanult Medgyessy Ferenctől, Ferenczy Bénitől és Barcsay Jenőtől. Végzős korában feleségül vette Nagy Gy. Margitot, aki ugyanakkor a Főiskolán Ferenczy Noémi tanítványa volt.
A Főiskolán 1953-ban végzett, diplomamunkájaként készített Gyapotszedő nő című szobrát kiállították a Műcsarnokban is. Minisztériumi ösztöndíja segítségével Budapesten műtermet bérelt, ahol elkezdte önálló művészi életét (Játszó gyerekek, 1954, Anya gyermekével, 1956, Gárdonyi Géza, 1958). Anyaghasználata változatos: kő és márvány, bronz, lemez. Ekkor, 1955-ben született Miskolc megrendelésére első műve, a klasszikus szépségű Árgyélus királyfi, a MÁV óvoda számára (a párját, a Tündérszép Ilonát Lesenyei Márta készítette). 1957-ben Kecskemétre költöztek, ahol ösztöndíjasként a Kecskeméti Művésztelepen dolgozott. Itt készült – többek között – a Kocsis Pál, Kossuth-díjas tudós szőlőnemesítőről készült érzékeny, kifejező portréja. Ekkoriban születtek azok a lányaktok, kúttervek, amik később is foglalkoztatták, és köztéri munkákként is megjelentek.

## Miskolcon
1960-ban – a kecskeméti ösztöndíj lejárta után – Miskolcra költöztek, a Diósgyőrben újonnan épült, a város második művésztelepére. A városban szobrász csak Cserenyei Kaltenbach István volt, de kora miatt már nem volt aktív, Várady Sándor már korábban a fővárosba költözött, így Varga Miklós gyakorlatilag egyedüli szobrász volt Miskolcon. „Mondják is – némi rosszmájúsággal – … könnyű Varga Mikének, nem kell megküzdenie a konkurenciával. Könnyű? Dehogy is az! Nemcsak, mert egyedül nehezebb kiállítást összehozni, hanem jó lenne szakmabelivel, szobrásszal vitatkozni, együtt gondolkodni…” – nyilatkozta erről a helyzetről. Miskolcon eleinte – megbízás alapján – emlékplakettek sorát készítette, majd 1963-ban kifaragta Herman Ottó felsőhámori síremlékét (1976-ban állították fel). Ugyanebben az évben készült el a Korsós lány című szobrával, amit alumíniumba öntve Diósgyőrben állítottak fel, majd a hasonló stílusú Vízbelépő szobrát Miskolctapolcán. A városban gyorsan közszereplő lett, évtizedeken át irányította a diósgyőri Vasas Képzőművészeti Kör szobrászait. Mindemellett majdnem minden évben külföldi tanulmányutakon vett részt feleségével együtt (ezek lényegében saját szervezésű turistautak voltak), sorra látogatták Olaszország, Franciaország, Svájc, Spanyolország jelentős gyűjteményeit, kiállításait. Ezek során ismerte meg mélyebben Hans Arp, Constantin Brâncuși és Alberto Giacometti művészetét, utóbbinak hatása jól megfigyelhető számos munkájának nyújtott alakjain. Benyomásait műtermében dolgozva értelmezte át, expresszív erejű kisplasztikákat készített. Erre az időszakra, az 1970-es évek elejére tehető, hogy rátalál saját formanyelvére a figurán belüli arányok megtalálásával, a kompozíció zártságának megteremtésével.

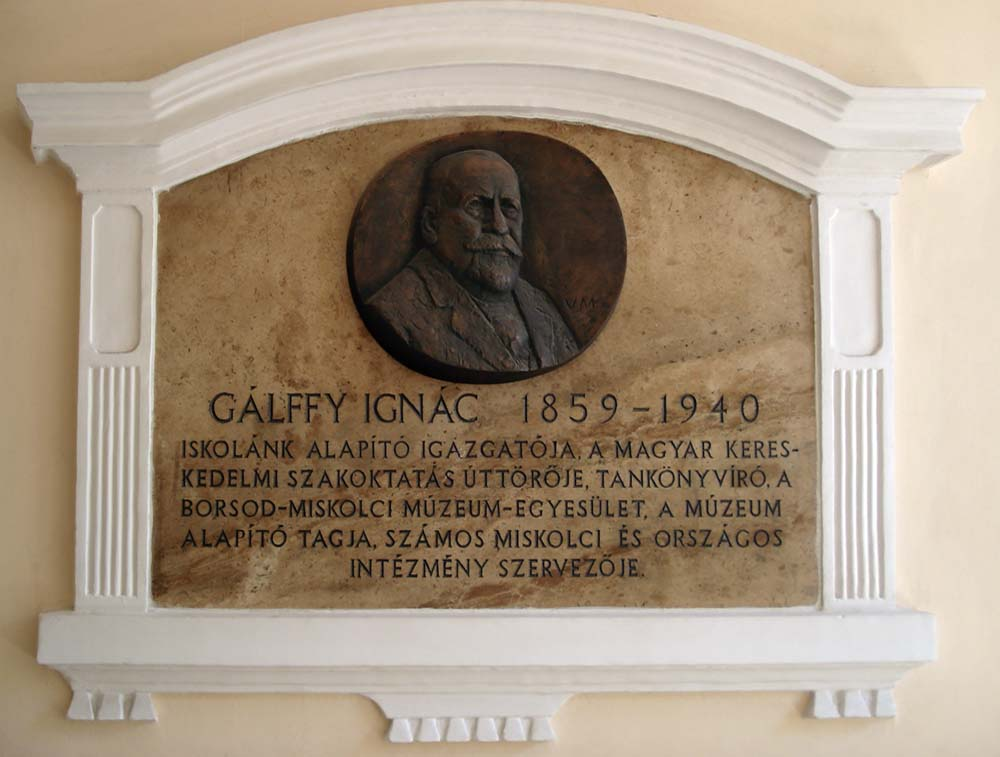
Varga Miklós: Gálffy Ignác (Miskolc, Berzeviczy Gergely Szakgimnázium)

1972-ben meghívták a kassai Nemzetközi Fémplasztikai Szimpóziumra, ahol a Kelet-Szlovákiai Kohászati Művek biztosította a lehetőséget a részt vevő művészek számára. A feladat nehézipari technológiával megvalósítható kompozíció elkészítése volt. Itt született a „Totem”, egy hatalmas méretű vasfigura, valamint a krómacélból készült Halak (mindkettőt a kassai gyár területén állították fel). Itt szerzett tapasztalatait gondolta tovább, a pozitív és a negatív forma egyensúlyának keresésével. Ennek első eredménye az 1974-ben készült Centenáriumi emlékmű, amely a diósgyőri gyárban készült, és Budapesten, Újpalotán állították fel. Ennek a gondolatnak a továbbviteleként alkotta meg nyolc méter magas Emberpár című szobrát, amit a két miskolci nehézipari gyárban, a Lenin Kohászati Művekben és a Diósgyőri Gépgyárban készítettek el, és Miskolc Győri kapu városrészében állították fel 1975-ben. Ezért a munkájáért kapta meg a várostól a „Miskolcért” (Pro Urbe) elismerést. A munka kapcsán Miskolc városától teljes volt a bizalom iránta, de meg kellett küzdeni a Képző- és Iparművészeti Lektorátus hivatalnoki gyakarnokságával. Ezzel kapcsolatban mondta: „A város döntötte úgy, hogy énvelem csináltatja, s nem tudott beleszólni a Lektorátus, mert az a helyzet, hogy Magyarországon akkor még nem volt ilyen térplasztika…” Az alkotás fontosságára jóval később, 1986-ban hívta fel a figyelmet Wehner Tibor művészettörténész a köztéri szobrászatról szóló művében: „A figuratív és a nonfiguratív alakítás, kifejezés határmezsgyéjén született meg egy szélesebb körben csaknem teljesen ismeretlen, méltatlanul elhallgatott, Miskolcon, a diósgyőri városrészben immár tíz esztendeje elhelyezett alkotás: Varga Miklós Emberpár című kompozíciója. A … mű messzire rugaszkodott az emlékmű-konvenciók rabságából. A kis vízmedence partján egymás mellé állított két vertikális elem jelzésszerűen egy-egy férfi- és nőalakra utal; a hengeres, simára csiszolt és érdes felületkezelésű testekből szerkesztett, … rozsdamentes acélból készült konstrukció méltóságteljesen magasodik egy tízemeletes szalagház szomszédságában. Konkrét utalás, attribútum-mankó nélkül is korszerű, humánummal telt alkotás: miskolci művével felszabadult, a világ kihívásait vállaló, megingathatatlan emberpárt állít elénk a szobrász.”

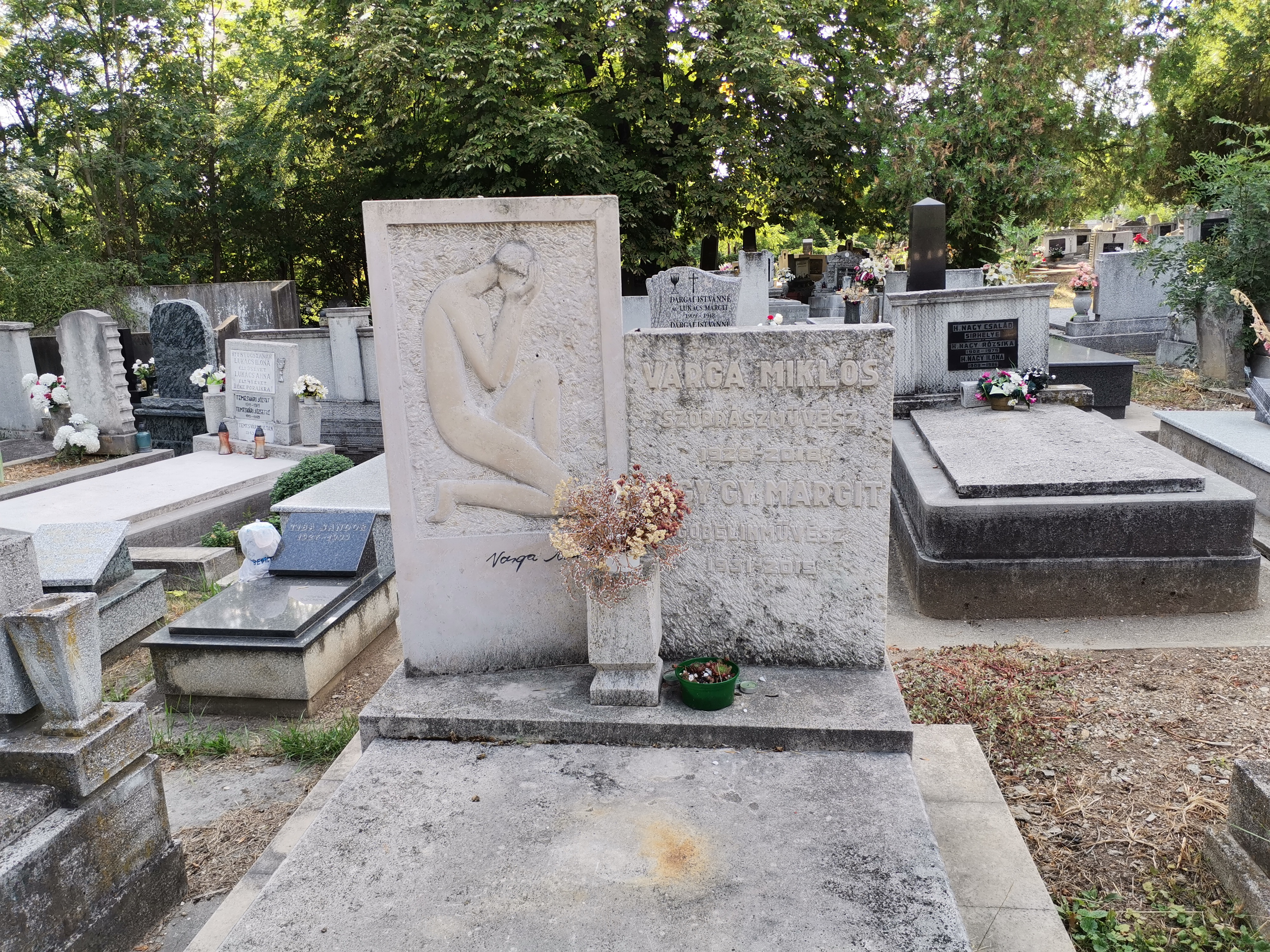
Sírja a Deszka temetőben

Az 1970-es években tervet dolgozott ki egy „didaktikus játszóparkra”, amihez számos állatfigurát faragott kőbe. A terv végül nem valósult meg, a szobrok pedig a város gyermekintézményeibe kerültek (több lappang), egy még a fővárosba is eljutott (X. kerület, Mádi utcai óvoda). 1976-ban készítette a Miskolci Egyetem számára Geleji Sándor professzor 5/4-es kő mellszobrát, majd a következő évben Janáky István, az egyetem főépítészének bronz emléktábláját. Sorra készített iskolák névadóiról készült munkákat (Bláthy Ottó, Gálffy Ignác, Vándor Sándor), megmintázta Palóczy László mellszobrát (1988), amit Miskolc Népkertjében állítottak fel (és – a korszak egyik jellemző bűnözői megnyilvánulása nyomán – nem sokkal később eltűnt, majd a művész miskolctapolcai, alumíniumból öntött Vízbelépőjét is ellopták). Szülővárosába, Mezőtúrra is készített egy szobrot (Mártír, 1978), amiért itt is Pro Urbe-díjat kapott. 1981-ben a miskolci Volán Székházba készített egy nagyméretű, 3,5×5 méteres vörösréz-lemez kompozíciót Lendület címmel. Szobrászi munkásságát nem lehet méltatni kisméretű figurái megemlítése nélkül, és szólni kell éremművészeti alkotásairól, ennek keretében Magyarország csaknem valamennyi váráról készített kétoldalas érmet, de művészelődökről is készített sorozatot.
Az 1980-as évek végétől mintha felhagyott volna a szobrászattal: festeni kezdett. Képeiből nagy sikerű kiállítást is rendezett. Témáját a Balaton-felvidék, a Bükk-vidék tájai, az Alföld és külföldi utazásainak emlékei adják. 2005 decemberében a Miskolci Televízió szerkesztője, Czikora Ágnes portréfilmet forgatott róla.
Alkotásai számos közgyűjteményben megtalálhatók: Herman Ottó Múzeum (Miskolc), Magyar Nemzeti Galéria (Budapest), Rábaközi Múzeum (Kapuvár), Vármúzeum (Sárospatak).

## Egyéni kiállításai
- 1962 – Szentistván
- 1969 – Tokaj (Nagy Gy. Margittal)
- 1969 – Rákóczi-vár (Nagy Gy. Margittal), Szerencs
- 1969 – Leninváros
- 1972 – Edelény
- 1974 – Sátoraljaújhely
- 1975 – Miskolci Galéria, Miskolc
- 1976 – Ózd
- 1976 – Eger
- 1977 – Celldömölk
- 1977 – Kőszeg
- 1977 – Mezőkövesd
- 1977 – Nyíregyháza
- 1978 – Encs
- 1980 – Katowice (Lengyelország)
- 1981 – Miskolci Galéria, Miskolc
- 1982 – Kisfaludi Strobl Terem (Nagy Gy. Margittal), Zalaegerszeg
- 1982 – Fehérgyarmat
- 1982 – Sajóbábony
- 1983 – Neubrandenburg (NDK)
- 1984 – Győr
- 1984 – Mezőtúr

## Válogatott csoportos kiállításai
1954 óta vett részt csoportos kiállításokon, olyan magyar városokban, mint Veszprém, Dunaújváros, Pécs, Szombathely, Mezőtúr, Budapest, és külföldön is, mint Olaszország, Spanyolország, India, Csehszlovákia és Franciaország.
- 2005 – A Herman Ottó Múzeum, Miskolc gyűjteményes kiállítással tisztelgett a művészházaspár életműve előtt.

- 2018 – Miskolci Galéria, Miskolc – Nagy Gy. Margit (1931–2015) gobelinművész és Varga Miklós gyűjteményes kiállítása

## Köztéri művei

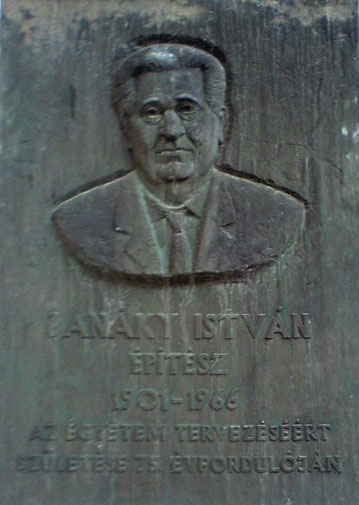
Janáky István (Miskolci Egyetem)
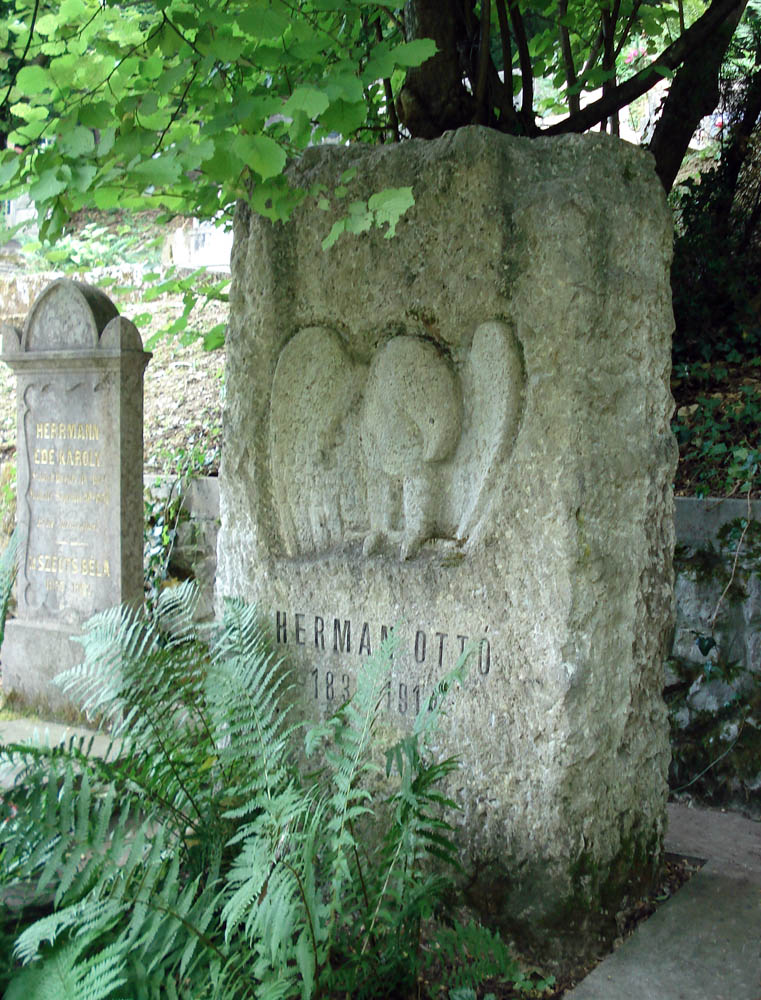
Herman Ottó síremléke (felsőhámori temető)
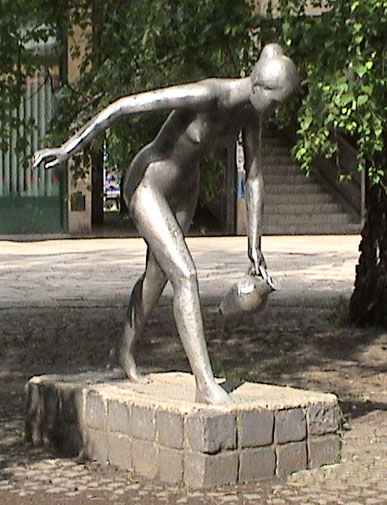
Korsós lány. (Diósgyőr)
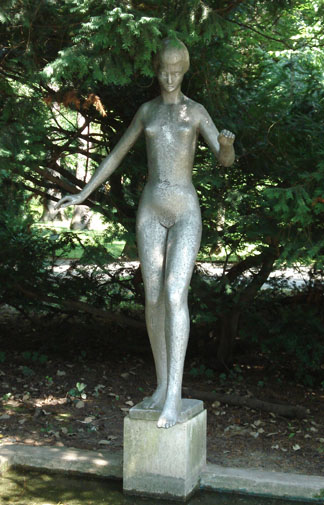
Vízbe lépő lány (Miskolctapolca, eltűnt)
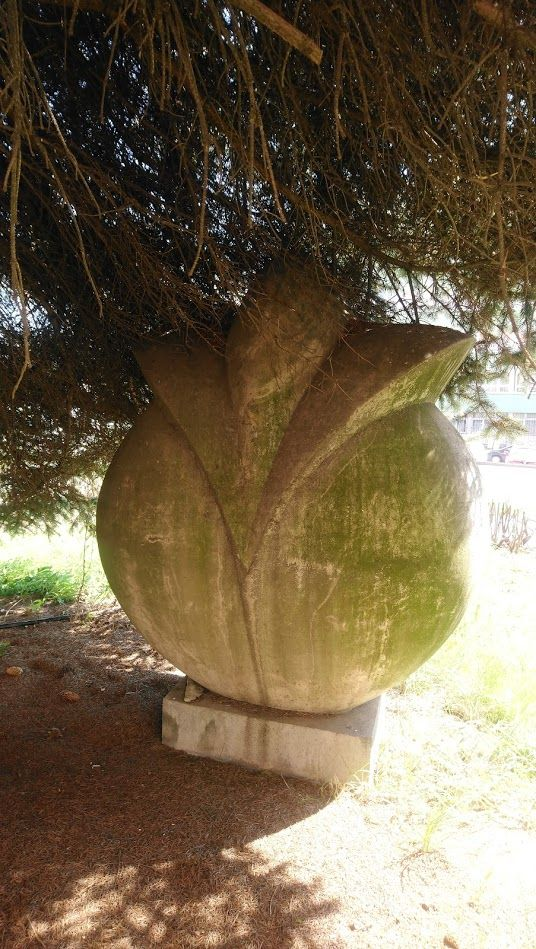
Kibontakozás II (Miskolc, Földhivatal)
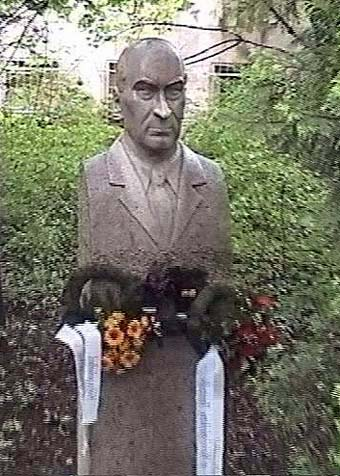
Geleji Sándor (Miskolci Egyetem)

- 1955 – Árgyélus királyfi, Miskolc, MÁV óvoda
- 1959 – Gárdonyi Géza (bronz, Kaposvár, Általános Iskola)
- 1959 – Leányakt (bronz, Budapest X. kerület, Szárnyas u.)
- 1962 – Anya gyermekkel (műkő, Budapest IV. kerület, Hazai Pamutszövőgyár)
- 1962 – Fiú golyóval (alumínium, Sajókeresztúr, Általános Iskola)
- 1965 – Fekvő nő (mészkő, Hajdúböszörmény, Strandfürdő)
- 1966 – Gémek (bronz, Kazincbarcika, Orvosi rendelő)
- 1966 – Korsós lány (alumínium, Miskolc, Ady Endre Művelődési Ház)
- 1966 – Vízbe lépő lány (alumínium, Miskolctapolca)
- 1966 – MNK-címer (vörösréz, Miskolc, Megyei Tanács)
- 1967 – Szőnyi Márton (mészkő portré, Bükkszentmárton, Községi Könyvtár)
- 1968 – Kocsis Pál (mészkő mellszobor, Kecskemét, Szoborsétány)
- 1966 – MNK-címer (vörösréz, Mezőkövesd, Járási Tanács)
- 1971 – Ülő nő (mészkő, Alsószuha, Általános Iskola)
- 1974 – Jubileumi emlékmű (krómacél, Budapest XV. kerület, Újpalotai lakótelep)
- 1975 – Bláthy Ottó (kő portré, Miskolc, Bláthy Ottó Erősáramú Szakközépiskola)
- 1975 – Emberpár (acél, Miskolc, Győri kapui lakótelep)
- 1976 – Geleji Sándor (kő portré, Miskolc, Nehézipari Műszaki Egyetem)
- 1976 – Janáky István (bronz portrédomborműves emléktábla, Miskolc, Nehézipari Műszaki Egyetem)
- 1979 – Herman Ottó-síremlék (mészkő, Felsőhámori temető, Miskolc)
- 1979 – Vaddisznó (kő, Miskolc)
- 1980 – Állatfigurák (mészkő, Miskolc)
- 1981 – Lemezplasztika (vörösréz, Miskolc, 3. sz. Volán Vállalat)
- 1981 – Kibontakozás (mészkő, Emőd)
- 1981 – Őzikék (bronz, Mezőtúr, Szociális Otthon)
- 1983 – Kiskakas (mészkő, Budapest, X. kerület, Mádi úti óvoda)
- 1984 – Kibontakozás II (mészkő, Miskolc, Földhivatal)
- 1985 – Vándor Sándor (bronz emléktábla, Miskolc, Vándor Sándor Általános Iskola)
- 1986 – Gálffy Ignác (bronz portrédombormű, Miskolc, Berzeviczy Gergely Vendéglátóipari Szakközépiskola)
- 1988 – Palóczy László (bronz mellszobor, Miskolc, Népkert)